# リラの門
『リラの門』（リラのもん、フランス語: Porte des Lilas）は、1957年に製作・公開されたフランス映画。

## 概要
ルネ・クレールが自らの脚本によって監督、ピエール・ブラッスールなどが出演した。クレール監督円熟期の最高傑作と評されることもある。
2019年にはルネ・クレール生誕120周年を記念し、4Kデジタルリマスター版がセテラ・インターナショナル配給でリバイバル公開された。

## あらすじ
怠け者だが善良で優しいジュジュと、通称「芸術家」は無二の親友で隣同士に住んでいる。
ある朝、芸術家の部屋に逃走中の強盗殺人犯・バルビエが逃げ込んで来て、拳銃で脅されてやむを得ず地下室に匿う。しかし「人を売るのは嫌、悪事はしてほしくない」と二人は、逃亡で疲弊し体調を崩したバルビエの面倒をみるようになる。
やがてバルビエは高飛びの計画を練り始め、芸術家はその実現を願ったが、ジュジュは「命の恩人」と感謝するバルビエによりいい生活をさせたいと友情らしきものが芽生える。そのためにジュジュは酒をやめ、人が変わったように働き者になり周囲は喜ぶが、彼が想いを寄せる酒場の娘マリアだけは、その変化に裏があると感づく。
マリアは芸術家の部屋に忍び込み恐る恐るバルビエに会うが、秘密を知られたと思ったバルビエは言葉巧みに彼女を籠絡し、その心を掴んでいく。やがて周囲の協力で高飛びのための旅券が手に入り、いざ逃げる段になってバルビエは、マリアをそそのかして彼女の父親の蓄えを持ち出させ一緒に逃げようとする。さらに金だけが目的でいずれ捨てるとうそぶくバルビエに、その金を運んできたジュジュは愕然とし、金目的と知った時のマリアの失望を思って懇願するがバルビエは聞き入れない。
バルビエがジュジュに拳銃を向け、ジュジュはそれでも引き下がらず、揉み合ううちに銃声がして、生き残ったのはジュジュだった。

## キャスト
| 役名               | 俳優                     | 日本語吹替 |
| ------------------ | ------------------------ | ---------- |
| ジュジュ           | ピエール・ブラッスール   | 小松方正   |
| 芸術家             | ジョルジュ・ブラッサンス | 千葉耕市   |
| ピエール・バルビエ | アンリ・ヴィダル         | 田畑明彦   |
| マリア             | ダニー・カレル           |            |

- 日本語吹替：フジテレビ版・初回放送1966年10月3日『テレビ名画座』

## スタッフ
- 監督・製作：ルネ・クレール
- 製作総指揮：アンドレ・ダバン
- 原作：ルネ・ファレ
- 脚本：ルネ・クレール、ジャン・オーレル
- 撮影：ロベール・ルフェーヴル
- 美術：レオン・バルザック
- 衣装：ロジーヌ・ドラマレ
- 編集：ルイゼット・オートクール
- 音楽：ジョルジュ・ブラッサンス、ジャック・メトアン

## 受賞歴
- ボディル賞 - 最優秀ヨーロッパ映画賞